# Solarium tournant
I solarium tournant sono edifici realizzati a partire dagli anni '20 per ruotare seguendo il movimento del sole.
Si tratta di piattaforme girevoli incernierate ad una base e sopra le quali si trova l'edificio abitabile.
Il primo esempio fu il progetto della «casa girasole» di un ingegnere belga nel 1903.
Negli 1929, su iniziativa del dottor Jean Saidman, viene realizzato ad Aix-les-Bains il primo solarium tournant con funzione di centro elioterapico, cui seguirono una seconda struttura simile a Vallauris, sempre in Francia e una terza a Jamnagar, in India.
Negli anni '30 in Italia se ne occuparono anche Luigi Nervi e Angelo Invernizzi. Ma mentre il progetto di Nervi resta sulla carta, pubblicato sulla rivista Quadrante, n° 13; Invernizzi nel 1929 realizzò l'edificio Villa Girasole a Marcellise, presso San Martino Buon Albergo, provincia di Verona.